# Кэмпбелл, Колин (архитектор)
 Колин Кэмпбелл  (англ. Colen Campbell, 15 июня 1676, Броди (Шотландия) — 13 сентября 1729, Лондон) — британский архитектор, родом из Шотландии, один из ярких представителей палладианства — архитектуры классицизма в Англии.

## Биография
Колин был старшим сыном из четырёх детей лорда Дональда Кэмпбелла, владельца замка Кавдор (Cawdor Castle). Дональд Кэмпбелл владел также двумя небольшими поместьями в Нэрншире, Бохоле и Урчани. Колин Кэмпбелл унаследовал эти поместья в возрасте четырёх лет, когда умер его отец.
Колин окончил юридический факультет университета в Эдинбурге в июле 1695 года. Проходил стажировку в качестве адвоката. Вероятно, первый раз он посетил Италию в 1695—1702 годах, а затем в 1715 или 1716 году, поскольку в петиции королю Георгу I он заявил, что «изучал архитектуру здесь и за рубежом в течение нескольких лет».
Известно, что в 1702 году он был принят на адвокатский факультет в Эдинбурге, «прошел испытания в качестве юриста» и имел «хорошую репутацию». В течение следующих нескольких лет Колин Кэмпбелл работал юристом в Эдинбурге. Он всё ещё занимался адвокатской практикой, когда в 1717 году проектировал Роллс-хаус (Rolls House) в Лондоне, и к этому времени уже был известен как архитектор-проектировщик и публицист.
Кэмпбелл предпринял первую попытку создать архитектурное бюро в 1708 году, но неудачно. Пока неизвестно, каким образом Кэмпбелл перешёл от юриспруденции к архитектуре. Возможно, ему помог Джеймс Смит, один из основателей движения палладианства, которого он назвал «самым опытным архитектором королевства». Кэмпбелл упомянул его в своей книге «Британский Витрувий» (1717). Возможно, Кэмпбелл был учеником Смита. Может быть, Смит направил Кэмпбелла к изучению работ Палладио, когда он был в Италии. Как бы то ни было, именно Кэмпбелл вошёл в историю поклонником и пропагандистом палладианской архитектуры в Великобритании.
Важным клиентом и покровителем Кэмпбелла стал лорд Р. Б. Бёрлингтон. Кэмпбелл, возможно, помог ему проектировать усадебный дом в Чизике в 1717 году. В 1719 году Бёрлингтон нанял Кэмпбелла для реконструкции своего лондонского дома (Burlington House) на Пикадилли в палладианском стиле. Позднее Бёрлингтон отказался от услуг Кэмпбелла в пользу Уильяма Кента и Генри Флиткрофта. Однако Кэмпбелл благодаря Бёрлингтону получил покровительство нескольких богатых и влиятельных клиентов, таких как сэр Роберт Уолпол и Генри Хоар. В 1726 году он сменил Джона Ванбру в качестве инспектора морского Госпиталя в Гринвиче.
В декабре 1719 года Кэмпбелл был назначен архитектором принца Уэльского, он не получал королевских заказов, но нашёл при дворе несколько новых клиентов. Кэмпбелл проектировал и строил Уонстед-хаус (1715—1720) в Лондоне, Мереворт-Касл в графстве Кент — ранний пример палладианской архитектуры построенный в подражание вилле Ротонда Палладио (1722—1725), заказчиком выступал 7-й граф Уэстморленд, Хоутон-холл в Норфолке (1721) для Роберта Уолпола, Комптон-плейс в Истборне (1726—1727). Палладианский стиль, в котором работал Колин Кэмпбелл в Англии, времени правления короля Георга I (1714—1727), принято называть раннегеоргианским (Еarly Georgian).
В 1728 году Кэмпбелл опубликовал перевод первой книги из «Четырёх книг об архитектуре» (1570) Андреа Палладио, которая была опубликована в следующем году под названием «Пять архитектурных ордеров Палладио» и включала гравюры с собственными проектами Кэмпбелла.
Кэмпбелл заболел в Норфолке летом 1729 года. Он умер 13 сентября того же года в своем доме в Лондоне на Брук-стрит. Похоронен в Вестминстерском аббатстве. Известно, что он оставил имение стоимостью 12 000 фунтов стерлингов. В последующие годы труды Кэмпбелла вскоре затмила репутация лорда Бёрлингтона, и историки архитектуры XIX века редко упоминали его имя. Только с открытием большой коллекции его рисунков в 1966 году значение Кэмпбелла было пересмотрено. Однако современникам и представителям последующих поколений он всё же известен в основном благодаря «Британскому Витрувию». Учеником и последователем Колина Кэмпбелла был архитектор Роджер Моррис.

## Британский Витрувий
Издание «Британский Витрувий, или Британский архитектор» (Vitruvius Britannicus, or the British Architect..) было опубликовано в 3-х томах в 1715—1725 годах (последующие издания: 1767, 1771) и имело важное значение в истории европейской архитектуры. Три тома были изданы по подписке, среди подписчиков были члены королевской семьи, многие меценаты, архитекторы и их заказчики. В сущности, это был развёрнутый иллюстрированный каталог построек английского классицизма, включающий проекты лорда Бёрлингтона, сэра Кристофера Рена, самого Кэмпбелла, Николаса Хоуксмура, Уильяма Кента, Айниго Джонса и других архитекторов-палладианцев.
Кэмпбелл посвятил этот труд королю Георгу I, а в предисловии к изданию критиковал «излишества и перегибы» барочного стиля и провозглашал независимость Великобритании от иностранцев. «Британский Витрувий» был задуман в 1713 году как издание для продавцов рисунков и гравюр, аналогичное «Британии иллюстрата» (Britannia Illustrata, 1707—1709) Яна Кипа, голландского рисовальщика, гравёра и торговца. Книга должна была показать здания в стиле английского барокко, но на последней стадии Кэмпбелла попросили проиллюстрировать новые достижения английской архитектуры, что он и сделал, и его имя было добавлено на титульный лист. Постройки Джеймса Гиббса, в котором Кэмпбелл видел своего соперника, не были представлены, однако в тексте Гиббс подвергся скрытой, но прозрачной критике как главный выразитель «пафосных и распутных» форм итальянского барокко. Благодаря тексту Кэмпбелла и тщательно подобранным иллюстрациям, книга стала своеобразным манифестом английского палладианства и эстетики «античной простоты». Все вошедшие в издание 54 постройки были показаны в плане, разрезе и с фасада, некоторые — «с высоты птичьего полёта», то есть в перспективе.
В 1739 году вышел альбом под таким же названием: «Британский Витрувий», обозначенный как «Том 4», но он не имеет ничего общего с изданием Кэмпбелла. Между 1765—1771 годами Вулф и Гэндон также опубликовали свои «Тома 4 и 5».

## Галерея
- Сторхед-хаус. 1720. Архитектор К. Кэмпбелл. Гравюра издания «Британский Витрувий»
- Уонстед-хаус, Лондон. 1715—1720. Архитектор К. Кэмпбелл. Гравюра 1771 г.
- Сторхед-хаус с достройкой 1840 г.
- Хоутон-холл в Норфолке. 1721—1725. Архитектор К. Кэмпбелл. Гравюра издания «Британский Витрувий»
- Хоутон-холл
- Мереворт-Касл в графстве Кент, в подражание вилле Ротонда Палладио. 1722—1725. Архитектор К. Кэмпбелл. Гравюра издания «Британский Витрувий»